# Nightmare of You
I Nightmare of You sono un gruppo musicale statunitense formatosi a Long Island, New York, da Brandon Reilly e da Samuel Siegler.
Hanno girato in tour sia gli Stati Uniti che il Regno Unito esibendosi in supporto di altri artisti come i Circa Survive, gli AFI, i The (International) Noise Conspiracy e i Fall Out Boy.

## Formazione

### Attuali
- Brandon Reilly - voce e chitarra
- Joshep McCaffrey - chitarra
- Michael Fleichmann - batteria

### Ex componenti
- Phil Navetta - basso (2004)
- Samuel Siegler - batteria (2004-2008)
- Ryan Heil - basso (2005-2008)
- Brandon Meyer - basso (2009)

## Discografia

### Album in studio
- 2005 - Nightmare of You
- 2009 - Infomaniac

### Singoli
- 2004 - 3 songs Demo
- 2006 - My Name Is Trouble
- 2006 - I Want to Be Buried in Your Backyard
- 2006 - The Days Go by (Oh So Slow)
- 2009 - I Think I'm Getting Older
- 2012 - Out of My Mind
- 2012 - Give Us A Kiss

### Extended Play
- 2007 - Bang
- 2008 - Nightmare of You Double Disc Vinyl

### Split
- 2008 - This Is Hell / Nightmare Of You

### Altre canzoni
- Baby's Barely Breathing
- D Minor
- God Played A Mean Joke On Me
- I'd Dodge A Bullet For You
- No Uniform Is Gonna Keep You Warm
- Please Don't Answer Me
- Yuengling